# بردول ابي (باكينجهامشير)
بردول ابي (بالإنجليزية: Bradwell Abbey)‏ هي قرية وأبرشية مدنية تقع في المملكة المتحدة في إنجلترا. يقدر عدد سكانها بـ 6,544 نسمة .